# Apamea (Frigia)
Apamea fue una ciudad helenística de Frigia, cerca del actual distrito de Dinar en Turquía. También se denominaba Apamea Ciboto.
Fue construida por Antíoco I Sóter en el siglo III a. C. en el punto donde el río llamado antiguamente Marsias o Catarrectes desemboca en el Menderes y su nombre era un homenaje a Apama, la madre de Antíoco. En sustitución de la fortificada ciudad de Celenas, Apamea fue situada en un punto sobresaliente de la gran ruta comercial este-oeste del Imperio seléucida.
En el siglo II a. C., pasó a formar parte del dominio de la República romana y se convirtió en un importante centro de comerciantes mediterráneos y judíos. Es citada por Estrabón como una de las ciudades más grandes de Frigia, junto con Laodicea. Su declive se dio en el siglo III, después fue ocupada por los invasores turcos en el año 1070 y posteriormente fue destruida por un terremoto.